# 安德烈·海姆

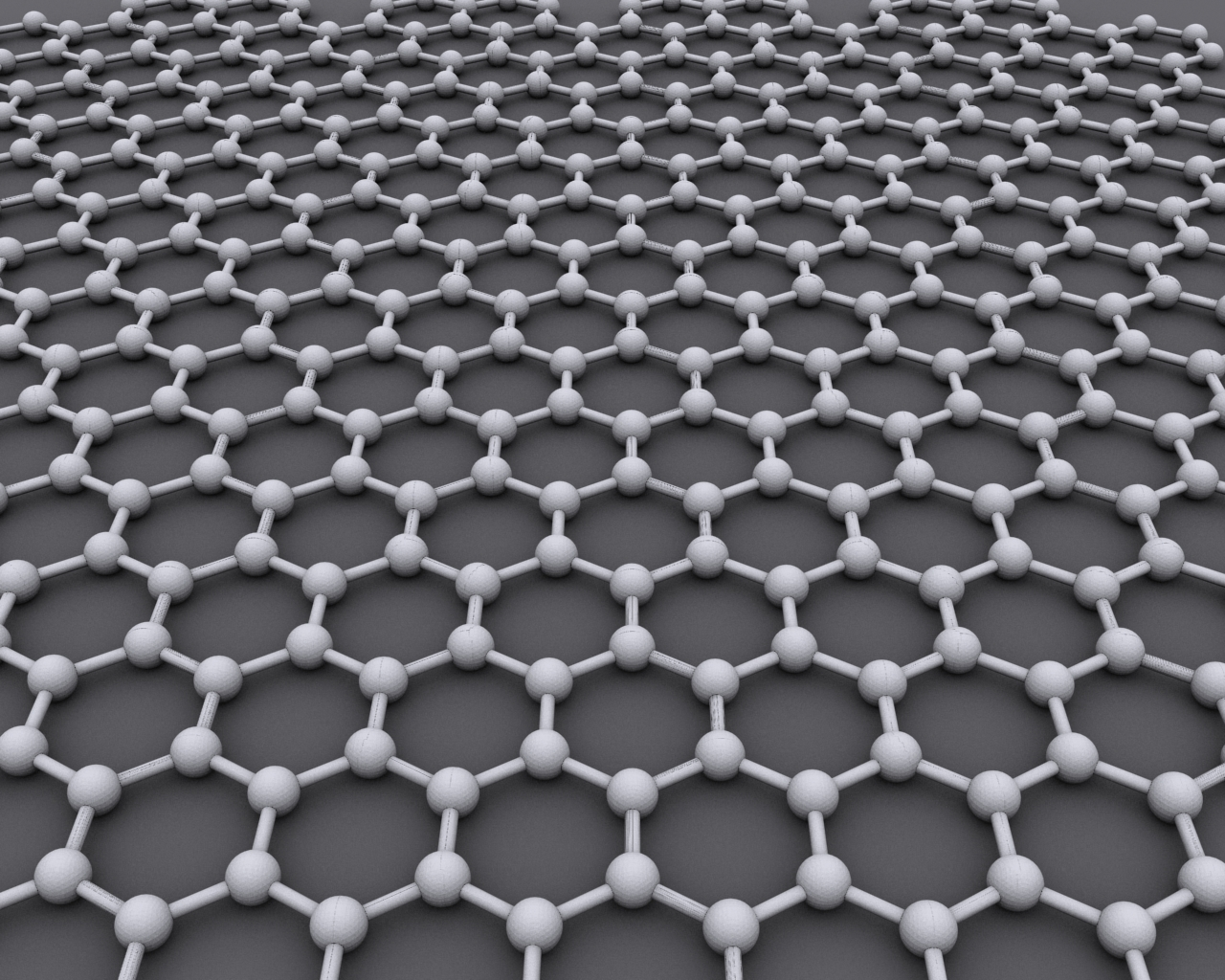
石墨烯的由碳原子形成的原子尺寸蜂巢晶格結構

安德烈·康士坦丁諾維奇·海姆爵士，FRS（俄語：Андрей Константинович Гейм，1958年10月21日—），俄罗斯裔荷兰与英国双重国籍物理学家、曼彻斯特介观科学与纳米科技研究中心主任、英国曼彻斯特大学Regius教授、英国皇家学会研究教授、清华大学清华-伯克利深圳学院“深圳盖姆石墨烯研究中心”主任、中国科学院外籍院士、英国皇家学会院士、美国国家科学院外籍院士、2000年搞笑诺贝尔物理学奖获得者。因为「在二维石墨烯材料的開創性實驗」而与康斯坦丁·诺沃肖洛夫一同获2010年诺贝尔物理学奖，並於2013年獲得科普利獎章。

## 生平
1958年出生于前苏联索契的一个德国血统家庭，出生后与外祖父母生活七年在一起。1987年从苏联科学院固态物理研究所获得博士学位后在欧洲多所大学工作。2000年因其1997年在《欧洲物理学杂志》上报告的青蛙悬浮实验而与迈克尔·贝里爵士一同获得了2000年搞笑诺贝尔物理学奖。该实验涉及水垢的磁性，用磁铁就能使一只小青蛙悬浮起来。2007年当选为英国皇家学会院士，2009年获得中国科学院“爱因斯坦讲席教授”。2010年10月5日与其学生康斯坦丁·诺沃肖洛夫因 "在二维石墨烯材料的开创性实验"共同获得2010年诺贝尔物理学奖，这也使他成为首位同时获得诺贝尔及搞笑诺贝尔奖获得者。2012年当选为美国国家科学院外籍院士，2013年獲得科普利獎章，2017年当选为中国科学院外籍院士，同年与清华大学清华-伯克利深圳学院联合成立“深圳盖姆石墨烯研究中心”并担任主任。

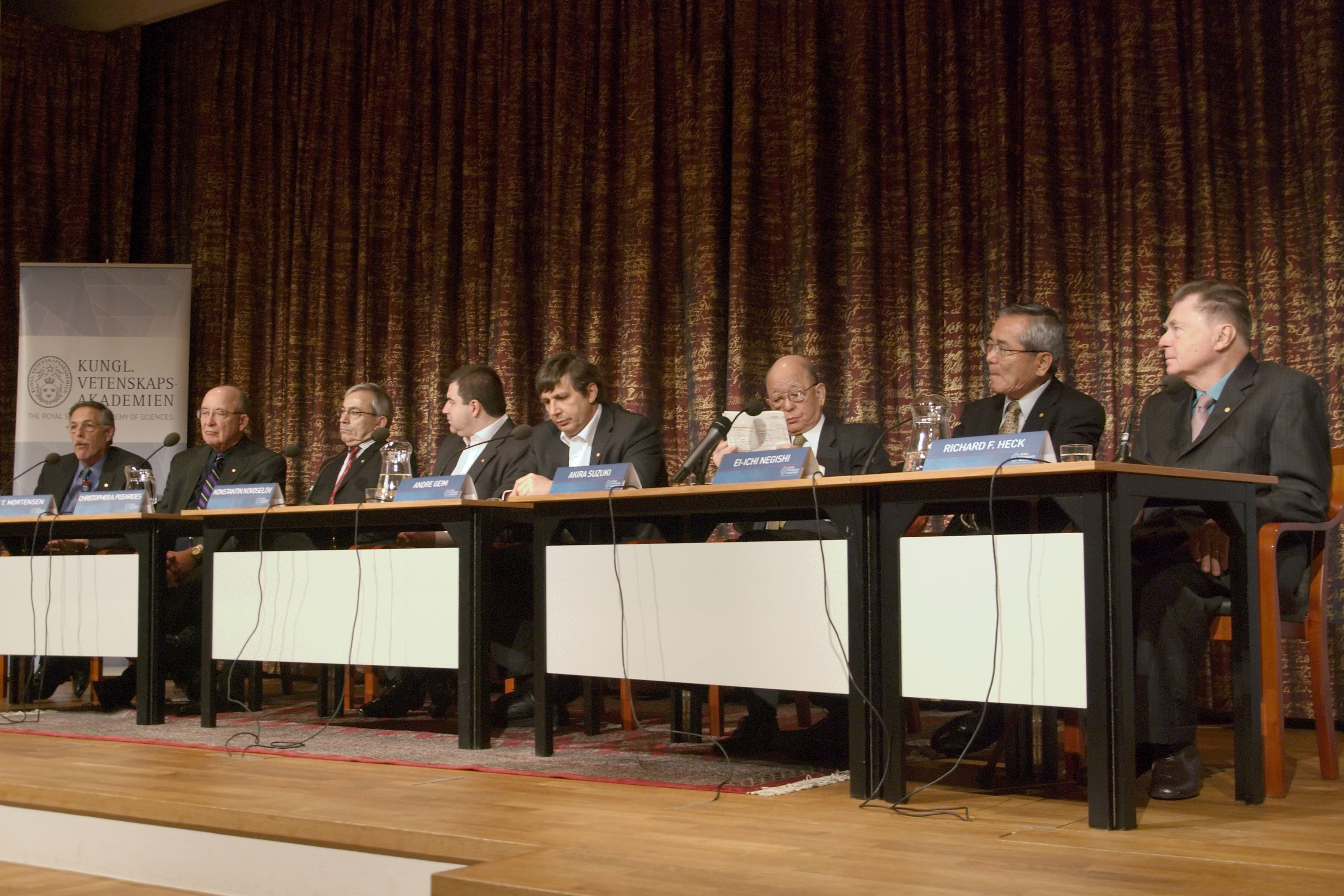
彼得·戴蒙德、戴尔·莫滕森、克里斯托弗·皮萨里德斯、康斯坦丁·诺沃肖洛夫、安德烈·海姆、鈴木章、根岸英一以及理查德·赫克，2010年諾貝爾獎得主在瑞典皇家科學院召開記者會